# James Glickenhaus
James Glickenhaus, né le 24 juillet 1950 à New York, est un financier et entrepreneur américain qui est réalisateur, scénariste et producteur dans les années 1980 et 1990.

## Biographie
Il est connu pour son film Le Droit de tuer (The Exterminator) sorti en 1980 et ses productions Maniac Cop de William Lustig (1988) et Frankenhooker de Frank Henenlotter (1990).
C'est aussi un collectionneur de voitures de course, en particulier de Ferrari ; il est ainsi célèbre pour être le propriétaire de l'unique Ferrari P4/5 by Pininfarina.
Sa passion pour l'automobile le conduit à créer sa propre écurie, Scuderia Cameron Glickenhaus, et à participer notamment aux 24 Heures du Mans. Sa première participation en 2021 est couronnée de succès, l'écurie plaçant ses deux voitures (catégorie Hypercar) aux quatrième et cinquième places du classement général de l'épreuve mancelle. L'édition 2022 est à nouveau une réussite pour l'équipe avec une troisième et une quatrième place au général.

## Filmographie

### Réalisateur
- 1975 : The Astrologer (en)
- 1980 : Le Droit de tuer (The Exterminator)
- 1982 : Le Soldat (The Soldier)
- 1985 : Le Retour du Chinois (The Protector)
- 1988 : Blue-Jean Cop (Shakedown)
- 1991 : McBain
- 1993 : Le Triomphe des innocents (Slaughter of the Innocents)
- 1995 : Timemaster (en)

### Producteur
- 1988 : Maniac Cop de William Lustig
- 1990 : Frankenhooker de Frank Henenlotter
- 1990 : Frère de sang 2 (Basket Case 2) de Frank Henenlotter
- 1991 : Basket Case 3 de Frank Henenlotter